# THE VERY BEST OF UNICORN
『THE VERY BEST OF UNICORN』（ザ・ベリー・ベスト・オブ・ユニコーン）は、日本のロックバンドであるUNICORNの1作目のベスト・アルバム。
1993年11月21日にSony Recordsから初回限定盤がリリースされ、同年11月26日には通常盤がリリースされた。8枚目のオリジナル・アルバム『SPRINGMAN』（1993年）より半年ぶり、9月21日の解散宣言から2か月後にリリースされた作品である。
解散までにリリースされたシングル全9曲中7曲を収録、また1枚目のアルバム『BOOM』（1987年）から最終作となった『SPRINGMAN』までのアルバム収録曲を収録しているが、ミニ・アルバム『おどる亀ヤプシ』（1990年）、および『ハヴァナイスデー』（1990年）からは選曲されていない。
本作はオリコンアルバムチャートにおいて最高位第2位で売上枚数は初回限定盤と通常盤を合算して80.4万枚となり同バンドのアルバムとしては最大の売り上げ枚数となった他、最終的な売り上げ枚数は100万枚を超えミリオンセラーとなり日本レコード協会からミリオン認定を受けている。

## 背景
8枚目（フルアルバムとしては6枚目）のアルバム『SPRINGMAN』（1993年）のレコーディング中に、ドラムス担当であった西川幸一が脱退を表明、理由はバンドの方向性と自身が望むドラムプレイの乖離であると発表された。これにより4人編成となったUNICORNは、河合誠一マイケルがサポートドラマーとして参加したことによって『SPRINGMAN』を完成させた。その後UNICORNは「UNICORN TOUR 1993 "4946"」と題したコンサートツアーを同年4月8日の三郷市文化会館公演からツアーファイナルとなった8月12日の沖縄市民会館公演まで40都市全59公演を実施した。同ツアーには脱退した西川の代わりにDr.StrangeLoveに所属していた古田たかしがドラマーとして参加した。
ツアー終了後の9月20日、スポーツニッポン誌上にて「結成7年 実力バンド ユニコーン今月限りで解散」との記事が掲載された。翌9月21日放送のニッポン放送ラジオ番組『電気グルーヴのオールナイトニッポン』（1991年 - 1994年）の特別番組に電気グルーヴの代わりにUNICORNメンバーが出演し、正式に解散を発表した。同番組内にて奥田は解散理由を『SPRINGMAN』を制作したことで達成感があり、同バンドで次にやることが思い浮かばない、スポーツ新聞に書かれているように「力出し切った」ためであると述べた。番組内ではすでに脱退した西川からのコメントが読まれたほか、ドラムスがない状態で「すばらしい日々」のアコースティック・バージョンが演奏された。
後に自著『FISH OR DIE』（1996年）において奥田は解散の理由として、UNICORNは目標がないバンドであり、ネタありきでレコーディングやライブを行っていたためにネタが尽きたことが一つの原因であると述べたほか、リーダーでありドラマーであった西川が脱退したことで一から音楽を再構成する必要が生じ、バンドとしての活動維持の意欲がなくなったことが原因であるとも述べている。

## 構成
UNICORNが解散までに発表したシングルおよびアルバムから選曲されているが、シングル全9作の内「命果てるまで」（1990年）および「ブルース」（1991年）が未収録となったほか、ミニ・アルバム『おどる亀ヤプシ』（1990年）および『ハヴァナイスデー』（1990年）からは1曲も収録されていない。
アルバムからの選曲は、1枚目のアルバム『BOOM』（1987年）から2曲、2枚目のアルバム『PANIC ATTACK』（1988年）から3曲、3枚目のアルバム『服部』（1989年）から5曲、4枚目のアルバム『ケダモノの嵐』（1990年）から4曲、7枚目のアルバム『ヒゲとボイン』（1991年）から1曲、8枚目のアルバム『SPRINGMAN』（1993年）から2曲となっている。また、「ヒゲとボイン」はシングルカットされた曲のため、アルバム『ヒゲとボイン』のアルバム曲は1曲も収録されていない。

## リリース、チャート成績
1993年11月21日にソニー・ミュージックレコーズから初回限定盤としてCDおよびCT、MDの3形態でリリースされ、同年11月26日には通常盤CDがリリースされた。初回限定盤CDのみCDケースが立体仕様になっている。また、レーベル面はピクチャー仕様となっている。
本作はオリコンアルバムチャートにおいて、初回限定盤CDが最高位第2位の登場週数4回で売り上げ枚数は27.2万枚、通常盤CDが最高位第8位の登場週数47回で売り上げ枚数は53.2万枚となり、合算で売り上げ枚数は80.4万枚となった。初回盤の売り上げ枚数はUNICORNのアルバム売上ランキングにおいて第6位となり、通常盤は第1位となった。シングル、アルバム通じて30万枚台が最大のヒットであったユニコーンにとって、本作が最大のセールス作品となっている。

## 収録曲

### CT
| #         | タイトル          | 作詞       | 作曲       | 編曲              | ボーカル           | 時間  |
| --------- | ----------------- | ---------- | ---------- | ----------------- | ------------------ | ----- |
| 1.        | 「Maybe Blue」    | 奥田民生   | 奥田民生   | 笹路正徳、UNICORN | 奥田民生           | 4:20  |
| 2.        | 「Pink Prisoner」 | 奥田民生   | 奥田民生   | 笹路正徳、UNICORN | 奥田民生           | 4:35  |
| 3.        | 「ペケペケ」      | 川西幸一   | 奥田民生   | 笹路正徳、UNICORN | 堀内一史、奥田民生 | 3:24  |
| 4.        | 「I'm A Loser」   | 奥田民生   | 奥田民生   | 笹路正徳、UNICORN | 奥田民生           | 4:34  |
| 5.        | 「Sugar Boy」     | 奥田民生   | 奥田民生   | 笹路正徳、UNICORN | 奥田民生           | 4:05  |
| 6.        | 「服部」          | 奥田民生   | 奥田民生   | 笹路正徳、UNICORN | 奥田民生           | 4:29  |
| 7.        | 「デーゲーム」    | 手島いさむ | 手島いさむ | 笹路正徳、UNICORN | 奥田民生           | 4:29  |
| 8.        | 「おかしな2人」   | 川西幸一   | 奥田民生   | 笹路正徳、UNICORN | 奥田民生           | 3:36  |
| 9.        | 「大迷惑」        | 奥田民生   | 奥田民生   | 笹路正徳、UNICORN | 奥田民生           | 3:37  |
| 合計時間: | 合計時間:         | 合計時間:  | 合計時間:  | 合計時間:         | 合計時間:          | 37:09 |

| #         | タイトル           | 作詞               | 作曲       | 編曲              | ボーカル           | 時間  |
| --------- | ------------------ | ------------------ | ---------- | ----------------- | ------------------ | ----- |
| 10.       | 「人生は上々だ」   | 川西幸一、阿部義晴 | 奥田民生   | 笹路正徳、UNICORN | 阿部義晴、奥田民生 | 4:16  |
| 11.       | 「自転車泥棒」     | 手島いさむ         | 手島いさむ | UNICORN           | 奥田民生           | 3:30  |
| 12.       | 「働く男」         | 奥田民生           | 奥田民生   | UNICORN           | 奥田民生           | 3:48  |
| 13.       | 「フーガ」         | 堀内一史           | 堀内一史   | UNICORN           | 堀内一史、阿部義晴 | 3:05  |
| 14.       | 「スターな男」     | 阿部義晴           | 奥田民生   | UNICORN           | 奥田民生           | 3:42  |
| 15.       | 「ヒゲとボイン」   | 奥田民生           | 奥田民生   | UNICORN           | 奥田民生           | 4:41  |
| 16.       | 「雪が降る町」     | 奥田民生           | 奥田民生   | UNICORN           | 奥田民生           | 6:25  |
| 17.       | 「与える男」       | 奥田民生           | 奥田民生   | UNICORN           | 奥田民生           | 4:02  |
| 18.       | 「すばらしい日々」 | 奥田民生           | 奥田民生   | UNICORN           | 奥田民生           | 4:34  |
| 合計時間: | 合計時間:          | 合計時間:          | 合計時間:  | 合計時間:         | 合計時間:          | 38:03 |

- CDブックレットに記載されたクレジットを参照[12]。

### CD / MD
| #         | タイトル           | 作詞               | 作曲       | 編曲              | ボーカル           | 時間  |
| --------- | ------------------ | ------------------ | ---------- | ----------------- | ------------------ | ----- |
| 1.        | 「Maybe Blue」     | 奥田民生           | 奥田民生   | 笹路正徳、UNICORN | 奥田民生           | 4:20  |
| 2.        | 「Pink Prisoner」  | 奥田民生           | 奥田民生   | 笹路正徳、UNICORN | 奥田民生           | 4:35  |
| 3.        | 「ペケペケ」       | 川西幸一           | 奥田民生   | 笹路正徳、UNICORN | 堀内一史、奥田民生 | 3:24  |
| 4.        | 「I'm A Loser」    | 奥田民生           | 奥田民生   | 笹路正徳、UNICORN | 奥田民生           | 4:34  |
| 5.        | 「Sugar Boy」      | 奥田民生           | 奥田民生   | 笹路正徳、UNICORN | 奥田民生           | 4:05  |
| 6.        | 「服部」           | 奥田民生           | 奥田民生   | 笹路正徳、UNICORN | 奥田民生           | 4:29  |
| 7.        | 「デーゲーム」     | 手島いさむ         | 手島いさむ | 笹路正徳、UNICORN | 奥田民生           | 4:29  |
| 8.        | 「おかしな2人」    | 川西幸一           | 奥田民生   | 笹路正徳、UNICORN | 奥田民生           | 3:36  |
| 9.        | 「大迷惑」         | 奥田民生           | 奥田民生   | 笹路正徳、UNICORN | 奥田民生           | 3:37  |
| 10.       | 「人生は上々だ」   | 川西幸一、阿部義晴 | 奥田民生   | 笹路正徳、UNICORN | 阿部義晴、奥田民生 | 4:16  |
| 11.       | 「自転車泥棒」     | 手島いさむ         | 手島いさむ | UNICORN           | 奥田民生           | 3:30  |
| 12.       | 「働く男」         | 奥田民生           | 奥田民生   | UNICORN           | 奥田民生           | 3:48  |
| 13.       | 「フーガ」         | 堀内一史           | 堀内一史   | UNICORN           | 堀内一史、阿部義晴 | 3:05  |
| 14.       | 「スターな男」     | 阿部義晴           | 奥田民生   | UNICORN           | 奥田民生           | 3:42  |
| 15.       | 「ヒゲとボイン」   | 奥田民生           | 奥田民生   | UNICORN           | 奥田民生           | 4:41  |
| 16.       | 「雪が降る町」     | 奥田民生           | 奥田民生   | UNICORN           | 奥田民生           | 6:25  |
| 17.       | 「与える男」       | 奥田民生           | 奥田民生   | UNICORN           | 奥田民生           | 4:02  |
| 18.       | 「すばらしい日々」 | 奥田民生           | 奥田民生   | UNICORN           | 奥田民生           | 4:34  |
| 合計時間: | 合計時間:          | 合計時間:          | 合計時間:  | 合計時間:         | 合計時間:          | 75:12 |

## スタッフ・クレジット
- CDブックレットに記載されたクレジットを参照[12]。

### 参加ミュージシャン
- ジェイク・H・コンセプション – サクソフォーンソロ（12曲目）

### スタッフ
- UNICORN – サウンド・プロデューサー
- 笹路正徳 – サウンド・プロデューサー（1 - 10曲目）
- 大野邦彦 – ミキシング・レンジニア（1、2曲目）
- 森山恭行 – ミキシング・エンジニア（3 - 5、11 - 15曲目）
- 大森政人 – ミキシング・エンジニア（6 - 10曲目）
- 宮島哲博 – ミキシング・エンジニア（16 - 18曲目）
- 鈴木美和 – パッケージ・コーディネーション
- 三木孝浩 – パッケージ・コーディネーション
- 山崎英樹 – パッケージ・デザイン
- 塩見佳子 – パッケージ・デザイン
- 渡辺純一 – エグゼクティブ・プロデューサー
- 木村豊 – イラストレーション
- 笠井鉄兵 – マスタリング・エンジニア
- 原田公一 – プロデューサー
- 河合マイケル – プロデューサー

## チャート、認定
| チャート         | 最高順位 | 登場週数 | 売上数   | 備考       | 出典  |
| ---------------- | -------- | -------- | -------- | ---------- | ----- |
| 日本（オリコン） | 2位      | 4回      | 27.2万枚 | 初回限定盤 | [ 2 ] |
| 日本（オリコン） | 8位      | 47回     | 53.2万枚 | 通常盤     | [ 2 ] |

| 国/地域 | 認定組織         | 日付       | 認定             | 売上数     | 出典   |
| ------- | ---------------- | ---------- | ---------------- | ---------- | ------ |
| 日本    | 日本レコード協会 | 1993年11月 | ゴールド         | 200,000+   | [ 13 ] |
| 日本    | 日本レコード協会 | 1993年12月 | プラチナ         | 400,000+   | [ 14 ] |
| 日本    | 日本レコード協会 | 1994年9月  | ダブル・プラチナ | 800,000+   | [ 15 ] |
| 日本    | 日本レコード協会 | 1995年9月  | ミリオン         | 1,000,000+ | [ 3 ]  |

## リリース日一覧
| No. | リリース日     | レーベル                       | 規格         | カタログ番号 | 備考                         | 出典          |
| --- | -------------- | ------------------------------ | ------------ | ------------ | ---------------------------- | ------------- |
| 1   | 1993年11月21日 | ソニー・ミュージックレコーズ   | CD           | SRCL-2795    | 初回限定盤、CDケース立体仕様 | [ 16 ]        |
| 2   | 1993年11月21日 | ソニー・ミュージックレコーズ   | CT           | SRTL-1898    |                              | [ 17 ]        |
| 3   | 1993年11月21日 | ソニー・ミュージックレコーズ   | MD           | SRYL-7121    |                              | [ 18 ]        |
| 4   | 1993年11月26日 | ソニー・ミュージックレコーズ   | CD           | SRCL-2796    | 通常盤                       | [ 19 ] [ 20 ] |
| 5   | 2012年11月7日  | ソニー・ミュージックダイレクト | AAC-LC       | -            | デジタル・ダウンロード       | [ 21 ]        |
| 6   | 2012年11月7日  | ソニー・ミュージックダイレクト | ロスレスFLAC | -            | デジタル・ダウンロード       | [ 22 ]        |